# Amministrazione apostolica del Caucaso dei Latini
L'amministrazione apostolica del Caucaso dei Latini (in latino Administratio Apostolica Caucasi Latinorum) è una sede della Chiesa cattolica immediatamente soggetta alla Santa Sede. Nel 2022 contava 50.000 battezzati. È retta dal vescovo Giuseppe Pasotto, C.S.S.

## Territorio
L'amministrazione apostolica estende la sua giurisdizione su tutti i cattolici di rito latino che abitano in Georgia e Armenia.
Sede dell'amministratore apostolico è la città di Tbilisi, capitale della Georgia, dove si trova la cattedrale dell'Assunzione della Beata Vergine Maria.
Il territorio è suddiviso in 25 parrocchie.

## Storia
Nel Medioevo fu eretta per i cattolici della Georgia e dei territori vicini la diocesi di Tiflis (l'attuale Tblisi) che esistette di fatto solo per un tempo relativamente breve nel XIV secolo prima di diventare una sede titolare.
L'amministrazione apostolica è stata eretta il 30 dicembre 1993 con il decreto Quo aptius della Congregazione per i vescovi, ricavandone il territorio dalla diocesi di Tiraspol. In origine comprendeva gli Stati di Georgia, Armenia ed Azerbaigian.
L'11 ottobre 2000 ha ceduto la porzione azera del suo territorio a vantaggio dell'erezione della missione sui iuris di Baku (oggi prefettura apostolica dell'Azerbaigian).
Nel 2013 i cappuccini sono ritornati in Georgia, da dove erano stati espulsi nel 1845, dopo quasi due secoli di presenza nel Paese.

## Cronotassi dei vescovi
Si omettono i periodi di sede vacante non superiori ai 2 anni o non storicamente accertati.
- Jean-Paul Aimé Gobel (30 dicembre 1993 - 29 novembre 1996 dimesso)
- Giuseppe Pasotto, C.S.S., dal 29 novembre 1996

## Statistiche
La diocesi nel 2022 contava 50.000 battezzati.
| anno | popolazione | popolazione | popolazione | presbiteri | presbiteri | presbiteri | presbiteri                | diaconi | religiosi | religiosi | parrocchie |
| anno | battezzati  | totale      | %           | numero     | secolari   | regolari   | battezzati per presbitero | diaconi | uomini    | donne     | parrocchie |
| ---- | ----------- | ----------- | ----------- | ---------- | ---------- | ---------- | ------------------------- | ------- | --------- | --------- | ---------- |
| 1997 | 50.200      | ?           | ?           | 7          | 3          | 4          | 7.171                     |         | 7         | 19        | 8          |
| 2000 | 50.200      | ?           | ?           | 11         | 4          | 7          | 4.563                     |         | 7         | 19        | 8          |
| 2001 | 50.000      | ?           | ?           | 12         | 3          | 9          | 4.166                     |         | 15        | 7         | 9          |
| 2002 | 50.050      | ?           | ?           | 12         | 3          | 9          | 4.170                     |         | 15        | 6         | 9          |
| 2003 | 50.050      | ?           | ?           | 12         | 3          | 9          | 4.170                     |         | 15        |           | 9          |
| 2004 | 50.050      | ?           | ?           | 15         | 6          | 9          | 3.336                     |         | 19        | 18        | 12         |
| 2007 | 50.000      | ?           | ?           | 9          | 3          | 6          | 5.500                     |         | 11        | 15        | 10         |
| 2010 | 50.000      | ?           | ?           | 22         | 12         | 10         | 2.272                     |         | 12        | 30        | 10         |
| 2014 | 50.000      | ?           | ?           | 23         | 15         | 8          | 2.173                     |         | 13        | 28        | 11         |
| 2017 | 50.000      | ?           | ?           | 25         | 11         | 14         | 2.000                     |         | 24        | 37        | 16         |
| 2020 | 50.000      | ?           | ?           | 22         | 12         | 10         | 2.272                     | 9       | 20        | 35        | 12         |
| 2022 | 50.000      | ?           | ?           | 24         | 11         | 13         | 2.083                     | 8       | 16        | 34        | 25         |